# Хан Соло
Хан Соло (англ. Han Solo) — вигаданий персонаж франшизи «Зоряні війни», яку створив Джордж Лукас. Персонаж вперше з'явився у фільмі 1977 року «Зоряні війни», який згодом отримав назву «Зоряні війни: Епізод IV — Нова надія». Також персонаж з'являється у наступних фільмах оригінальної трилогії: «Імперія завдає удару у відповідь» (1980) та «Повернення джедая» (1983). У всіх трьох фільмах персонажа зіграв Гаррісон Форд. Форд повернувся до своєї ролі у фільмі «Пробудження Сили» (2015), а згодом зіграв короткочасну роль у «Скайвокер. Сходження» (2019). У 2018 році вийшов спіноф «Соло. Зоряні Війни. Історія», у якому молодого Соло зіграв Олден Еренрайк.
Хан Соло — контрабандист і капітан «Тисячолітнього соколу», який разом зі своїм другим пілотом Чубаккою приєднується до Альянсу Повстанців під час Галактичної громадянської війни проти Імперії, коли він перевозить Обі-Вана Кенобі та Люка Скайвокера на Альдераан. Під час подорожі на Альдераан він зустрічає принцесу Лею Орґану, з якою буде мати сина Бена Соло, який згодом стане ситхом.
Американський інститут кіномистецтва помістив Соло на 14-те місце у списку «100 найкращих героїв та лиходіїв».
З моменту свого дебюту Хан Соло залишається одним із найвідоміших персонажів «Зоряних війн». Гра Гаррісона Форда отримали значне визнання критиків та шанувальників. Форд навіть отримав дві номінації на премію «Сатурн» за найкращу чоловічу роль, здобувши перемогу за роль у «Пробудження сили». Виступ Олдена Еренрайка у «Соло» також був добре прийнятий.

## Концепція та кастинг
У першій версії початкового проєкту Зоряних війн Соло був інопланетянином уреалійської раси (зеленошкірий, без носу та з величезними зябрами), який був знайомим з генералом Скайвокером. У наступній чернетці проєкту Соло зображено як бородатого пірата. Джордж Лукас вирішив зробити його людиною, щоб мати змогу краще розвивати стосунки між трьома головними персонажами (Люком, Леєю та Ханом), а Чубакка використовується у ролі друга-інопланетянина. У третій чернетці Соло перетворився на «жорсткого зіркового льотчика в стилі Джеймса Діна», який з'явився у фільмі. Міфолог Джозеф Кемпбелл сказав про Хана: «Він думає, що він егоїст, але він насправді не такий. … є щось інше, що підштовхує [його]». У 1997 році Лукас описав Хана як «цинічного одинака, який усвідомлює важливість бути частиною групи та допомагати заради загального блага». У 2004 році, Лукас пояснив, що Хан — егоїстичний напарник самовідданого головного героя.
Гаррісон Форд відразу не був обраний на роль Хана Соло, оскільки він вже грав в іншому фільмі Лукаса «Американські графіті», тому Лукас хотів, щоб на цю роль був обраний хтось новий. Лукас найняв Форда для того, щоб він репетирував репліки з іншими акторами, і був настільки вражений грою актора, що врешті дав йому роль. Серед інших акторів, які розглядалися на роль Хана, були Аль Пачіно, Роберт де Ніро, Джеймс Каан, Крістофер Вокен, Джек Ніколсон, Сильвестр Сталлоне, Курт Расселл, Білл Мюррей, Стів Мартін, Роберт Інглунд, Нік Нолті, Берт Рейнольдс, Чеві Чейз і Перрі Кінг (який пізніше зіграв Хана Соло в радіопостановці Зоряних війн).
Соло з'являвся в ранніх чернетках до третього епізоду «Помсти ситхів», у якій йшлось про те, що персонаж був вихований Чубаккою на Кашиїку, і він допоміг Йоді знайти генерала Грівуса. Був створений концепт-арт 10-річного Хана Соло, але Лукас вирішив виключити появу персонажа у фільмі ще до кастингу.
Форд, вважаючи, що його персонаж повинен померти, не хотів зніматись у трилогії сиквелів. Смерть Хана Соло у фільмі «Пробудження сили» сталася, коли сценарист та режисер Дж. Дж. Абрамс зрозумів, що персонаж не розвивається або не сприяє розвитку історії. Він вірив, що як Кайло Рен вб'є власного батька, то це дасть йому шанс стати гідним наступником Дарта Вейдера. На появу Соло вплинув Рубен Когберн з фільму «Справжня стійкість» (2010).

## Поява

### Оригінальна трилогія

#### Нова надія
Вперше Хан Соло був показаний у фільмі «Зоряні війни» (1977), коли він та його другий пілот Чубакка (Пітер Мейг'ю) отримують замовлення на перевезення Люка Скайвокера, Обі-Вана Кенобі, С-3РО і R2-D2 з Татуїну до Альдераану на їхньому кораблі «Тисячолітній сокіл». Хан винен Джаббі Гатту велику суму грошей, і через це за його голову можна отримати велику винагороду. Мисливець за головами Ґрідо (Пол Блейк) намагається доставити Соло до Джабби, живим чи мертвим, але після невдалої спроби вимагати гроші в якості хабаря за те, що він відпустив його, Хан вбиває Ґрідо. Тоді Хан готується покинути Татуїн.
На нього та його пасажирів нападають штурмовики, але вони тікають стрибаючи в гіперпростір. Однак, коли вони прибувають до Альдераану, дізнаються, що Імперія знищила планету завдяки новій космічній станції «Зірка смерті», яка захоплює «Сокіл». Хан і компанія ховаються в контрабандних відсіках, щоб їх не знайшли, і таким чином проникають на станцію, замаскувавшись під штурмовиків. Вони дізнаються, що принцеса Лея Орґана (Керрі Фішер) ув'язнення на цій станції, і Люк переконує Хана допомогти її врятувати, пообіцявши йому величезну винагороду. Вони рятують Лею і втікають, хоча Обі-Ван був убитий Лорд ситхів Дартом Вейдером (виконаний Девідом Проузом, озвучений Джеймсом Ерлом Джонсом).
Після доставки Люка, Леї, C-3PO і R2-D2 Альянсу повстанців, Хан і Чубакка отримують платню і готуються відлітати. Люк просить Хана залишитися і допомогти повстанцям атакувати Зірку Смерті, але той відмовляється, не бажаючи втручатися. Хан змінює своє рішення і повертається, щоб врятувати життя Люка під час битви, і це дає змогу Люку знищити Зірку Смерті. У фінальній сцені фільму Лея вручає Хану, Люку і Чубаці почесні медалі.

#### Імперія завдає удару у відповідь
Через три роки Хан все ще допомагає Альянсу повстанців, і перебуває на їх новій секретній базі, яка знаходиться на сніговій планеті Гот. Під час патрулювання з Люком вони стають свідками падіння метеорита. Хан повертається на базу, а Люк вирішує подивитись, що там впало. Хан повідомляє Леї, що він повинен покинути повстанців, щоб повернути свій борг перед Джаббою Гаттом. Перш ніж він встигає полетіти, з'ясовується, що Люк ще не повернувся, і Хан вирішує самотужки знайти його. Невдовзі Хан знаходить ледь живого Люка, використовуючи світловий меч свого друга Хан розрізає таунтауна, щоб зігріти люка всередині тіла, поки він будує укриття.
Пізніше Хан і Чубакка вирушують перевірити ще один метеорит, який впав неподалік. Вони дізнаються, що «метеор» насправді є імперським дроїдом-розвідником. Їм вдається знищити зонд, але Імперія отримує дані про місцезнаходження бази повстанців. Коли Імперія атакує, Хан, Чубакка, Лея та C-3PO ледве втікають на борт Тисячолітнього Сокола. Хану вдається відірватись від загону імперських винищувачів, пролітаючи крізь поле астероїдів, і не знаючи того влітає до пащі гігантського хробака. Хан і Лея закохуються під час довгої подорожі. Їм майже вдається втекти від імперського флоту, але мисливець за головами Боба Фетт (Джеремі Буллок), який працює на Вейдера, знаходить їх.
Хан і компанія зрештою прилітають до Хмарного міста, яке знаходиться на Беспіні, розраховуючи, що їм допоможе старий друг Хана Лендо Калріссіан (Біллі Ді Вільямс), який є міським адміністратором. Однак Фетт прибув першим і сповістив Імперію. Лендо здає Хана Імперії, а Вейдер катує Хана, щоб заманити Люка. Вейдер хоче схопити Люка, заморозивши його в карбоніті, але спочатку заморожує Хана, щоб переконатись чи не помре Люк після замороження. Хан виживає, і Фетт вирушає на своєму космічному кораблі «Раб I» до Татуїну, щоб отримати нагороду від Джабби за Хана.

#### Повернення джедая
Через рік Хан, все ще заморожений в карбоні, є улюбленою прикрасою Джабби в його палаці на Татуїні. Люк намагається врятувати його разом з Леєю, Чубаккою, C-3PO, R2-D2 і Лендо. Під час рятувальної операції Люк дістає Хана з карбону, але їх виявляють. Джабба засуджує Хана і Люка до смерті в ямі Сарлаак. Люк, Лея та Хан перемагають охоронців Джабби, а Лея вбиває самого Джаббу.
Повернувшись до повстанців, вони дізнаються, що Імперія будує ще одну зірку Смерті, яка обертається навколо лісового місяця Ендор. Після повернення Хан стає генералом Альянсу повстанців разом з Леєю. Після повернення Люка з Дагоби, Хан очолює групу повстанців, яка вирушила на Ендору, щоб знищити силове поле навколо бойової станції, яка все ще будується. Імперія захоплює їх, але за допомогою місцевих евоків Хан і його команда знищують генератор щитів Зірки Смерті, дозволяючи Лендо та його ескадрильї знищити Зірку Смерті. Хан разом з Леєю та Люком святкують знищення Імперії на Ендорі.

### Трилогія сиквелів

#### Пробудження Сили
У фільмі «Пробудження сили», події якого відбуваються приблизно через 30 років після «Повернення джедая», Хан повернувся до свого колишнього життя контрабандиста. До подій фільму у Хана і Чубакки (Джонас Суотамо) вкрали Тисячолітній сокіл, але їм вдається повернули корабель після того, як він злетів з планети Джакку, яким керувала сміттярка Рей (Дейзі Рідлі) і штурмовик-відступник Фін (Джон Боєга). Хан, щоб втекти від найманців стрибає на Соколі до гіперпростору.
Коли Хан дізнається, що Рей шукає Люка, який зник, він відводить її до свого друга Маз Канати (Люпіта Ніонго), яка може доставити дроїда BB-8 Руху опору, який протидіє Верховному Порядку (Першому Ордену). Вони змушені тікати, коли на них нападає Перший Орден. Хан вражений навичками пілотування Рей і пропонує їй роботу на Соколі, але вона відмовляється. Коли Рей викрадає Перший Орден, Хан бачить Кайло Рена (Адам Драйвер), якого Хан, здається, впізнає.
Хан і Фін вирушають до Руху опору, який очолює Лея, а Хан не бачив її кілька років. Потім з'ясовується, що Рен насправді їхній син, Бен Соло, який був джедаєм і навчався у Люка. Однак під впливом Верховного лідера Сноука (Енді Серкіс) він перейшов на темну сторону Сили. Змінивши ім'я на Кайло Рен, він зрадив Республіку і знищив джедаїв — так само, як це зробив його дід Дарт Вейдер. Через вчинок Бена, Хан і Лея віддалялись одне від одного. Лея просить Хана знайти Бена і привести його додому, переконана, що в ньому ще є добро.
Хан, Чубакка і Фін вирушають на базу «Старкілер», щоб знищити її і врятувати Рей. Там Хан бачить, як Рен йде по мосту і слідує за ним. На мосту Хан кличе його справжнім іменем, благаючи його покинути темну сторону і повернутися з ним, попереджаючи, що Сноук вб'є його, як тільки він візьме контроль над галактикою. Рен каже Хану, що він знає, що йому робити, але у нього немає на це сил, і просить Хана допомогти йому, на що він погоджується. Через мить Рен вбиває Хана своїм світовим мечем. Хан дивиться в очі сину і торкається його обличчя, перш ніж впасти з мосту.

#### Останні джедаї
У фільмі присутні короткі сцени зі згадкою про Хана. Перша згадка це напис на бомбі інопланетною мовою «Хан каже привіт». Пізніше у фільмі Люк дізнається від Чубакки, що Хан загинув.

#### Скайвокер. Сходження
Хан ненадовго з'являється у фільмі. Після майже смертельного поєдинку з Рей Рену являється видіння Хана, який каже своєму синові, що Кайло Рен мертвий, але Бен Соло живий. Хан закликає сина вчинити правильно і повернутися на світлу сторону. Натякаючи на їхню останню розмову, Рен зізнається, що знає, що йому потрібно робити, але не впевнений, чи в нього вистачить сил, а Хан підбадьорює сина і торкається його обличчя. Сховавши свій світловий меч, Рен розвертається і викидає його, знову перетворюючись на Бена Соло, після чого Хан зник.

### Антологія

#### Соло
25 травня 2018 року вийшов фільм, який розповідає про життя Хана Соло до подій «Нової надії», у головній ролі Олден Еренрайк. 19-річний Хан виявляється сиротою, який живе на планеті Корелія. Він і його коханка Кі'ра (Емілія Кларк) намагаються втекти від злочинної банди Білих хробаків підкупивши імперського офіцера вкраденим коаксієм (потужне гіперкосмічне паливо) в обмін на проїзд, але Кі'ру заарештовують до того, як вона встигає зайти на борт. Хан клянеться повернутися за нею і вступає до Імперського флоту. Офіцер з вербування дає йому прізвище «Соло», посилаючись на слова Хана, що в нього «немає нікого».
Через три роки Хан був виключений з Імперської льотної академії за непокору і переведений до Імперської армії. Будучи штурмовиком під час битви на Мімбані, він стикається з бандою злочинців, що видають себе за імперських солдатів на чолі з Тобіасом Беккетом (Вуді Гаррельсон). Хан намагається шантажувати їх, щоб вони взяли його з собою, але Беккет наказав заарештувати його за дезертирство. Хана кидають до ями з «чудовиськом», яке мало з'їсти його. Чудовиськом виявився вукі на ім'я Чубакка. Здатний говорити мовою вукі, Хан переконує Чубакку втекти з ним. Беккет рятує обох і залучає їх до справи, щоб вкрасти партію коаксію, але пограбування йде не за планом. Потім Хан і Чубакка супроводжують Беккета, щоб пояснити Драйдену Восу (Пол Беттані) провал завдання. Вони також там знаходять Кі'ру, яка працює на Воса. Хан пропонує Восу план по викраденню неочищеного коаксію з шахт Кеселя. Вос погоджується, але наполягає, щоб Кі'ра супроводжувала команду.
Кі'ра веде їх до Лендо Калріссіана (Дональд Гловер), досвідченого контрабандиста і пілота, який, як вона сподівається, позичить їм свій корабель. Хан кидає виклик Лендо в грі в сабак, у якій ставкою був корабель Лендо. Лендо виграє завдяки шахрайству, але погоджується приєднатися до місії в обмін на частину прибутку. Команда сідає на його корабель «Тисячолітній сокіл» і прямує до Кеселя. Їм вдалась вкрасти коаксій завдяки тому, що Хан керував кораблем, через нерозвіданий маршрут. Через симпатію до Повстанців Хан та Кі'ра намагаються обдурити Воса, але Беккет попередив його про це. Вос посилає своїх охоронців, щоб убити повстанців, але передбачивши стратегію Воса, Хан попереджає повстанців, які вбивають охоронців, роблячи Воса беззахисним. Потім Хан намагається взяти коаксій, але Беккет зраджує Воса, втікає з коаксієм беручи Чубакку в заручники. Хоча Кі'ра змушена вбити Хана, щоб довести свою вірність Восу, Кі'ра замість цього вбиває Воса і посилає Хана за Беккетом, перш ніж зв'язатися з начальником Воса, Дартом Молом (зображує Рей Парк, озвучує Сем Вітвер).
Хан наздоганяє Беккета і вбиває його. Після цього Хан і Чубакка віддають коаксій повстанцям. Лідер групи повстанців Енфіс Нест (Ерін Келліман) пропонує Хану можливість приєднатися до них, але Хан відмовляється, і вона дає йому один флакон з коаксієм, якого достатньо, щоб придбати власний корабель. Хан і Чубакка відвідують Лендо, який покинув їх на Соколі. Помітивши, що Лендо махлює Хан викликають його на ще одну гру в сабак, знову зробивши ставку на корабель. Цього разу Хан перемагає, вкравши карту, яку Лендо використовував для шахрайства раніше, і вони з Чубаккою вирушають до Татуїну у Соколі.

#### Телебачення
У святковому випуску (1978) Хан допомагає Чубаці повернутись до його сім'ї на Кашиїку. Святковий випуск містить анімаційний сегмент у якому Форд озвучує анімаційного Хана Соло.
Хан з'явився в анімаційному епізоді «Зоряні війни: Сили долі» (2017), де його озвучив Кіфф ВанденХейвель.

#### Комікси
Хан — головний герой коміксів «Зоряні війни» 2015 року. У шостому випуску показано Сану Старрос як дружину Хана Соло, хоча через кілька випусків з'ясувалося, що вона вийшла за нього заміж лише в рамках шахрайства, щоб здійснити пограбування на Стеннесі.
«Зоряні війни: Хан Соло» (2016) — це міні-серіал із п'яти випусків між «Новою надією» та «Імперія завдає удару у відповідь», у якому йдеться про участь Хана в перегонах. У коміксній адаптації «Соло. Зоряні війни. Історія» показано, що Соло знав, що його батько працював на корабельнях Корелії. «Зоряні війни. Хан Соло: Імперський кадет» (2018) показує його бунтівні дні в імперській академії. Хан Соло і Чубакка (2022) показує дует, який виконує завдання для Джабби, також з ними Джабба посилає Ґрідо.

## Вплив і критика
Хан Соло — безрозсудний контрабандист із саркастичною дотепністю; він «дуже практичний хлопець» і вважає себе «матеріалістом»; але пригоди у першому фільмі «Зоряні війни» викликають у нього співчуття, рису «він не знав, що має».
Американський інститут кіно розмістив Соло на 14-те місце у списку «найкращих героїв та лиходіїв». Журнал Empire помістив його на 4-те місце у списку «найкращі персонажі фільмів». Entertainment Weekly помістив персонажа на 7-ме місце у своєму списку «найкрутіших героїв усіх часів у поп-культурі». Fandomania.com у своєму списку «100 найкращих вигаданих персонажів» поставив Соло на 15-те місце. Читачі IGN поставили Хана Соло на 4-те місце у списку «найкращих персонажів Зоряних війн», а також IGN внесли його до топ-10 «персонажі, які потребують спін-оффу», сказавши, що він «можливо, найкрутіший персонаж у всесвіті Зоряних війн».
Продюсер «Принца Персії» Бен Маттес пояснив, що їх «натхненням було все, що коли-небудь робив Гаррісон Форд: Індіана Джонс, Хан Соло». Антигероя японської манґи та аніме «Кобра» рецензенти порівнюють із Соло. Готуючись зіграти роль Джеймса Т. Кірка, Кріс Пайн черпав натхнення з Хана Соло та Індіани Джонса, підкреслюючи їхній гумор та риси «випадкового героя».
Форд отримав премію Сатурн 2016 року за найкращу чоловічу роль у фільмі «Пробудження сили».

## Цікаві факти
У червні 2018 року бластер Хана Соло з фільму «Повернення джедая» 1983 року продали на аукціоні за 550 000 доларів.